# Quincampoix
 Quincampoix  es una población y comuna francesa, en la región de Alta Normandía, departamento de Sena Marítimo, en el distrito de Ruan y cantón de Clères.

## Demografía
| 846 | 890 | 865 | 924 | 1053 | 1020 | 1033 | 1070 | 980 | 978 | 962 | 1135 | 944 | 926 | 849 | 886 | 848 | 810 | 849 | 751 | 802 | 778 | 821 | 858 | 855 | 899 | 948 | 969 | 1022 | 1242 | 1676 | 2107 | 2690 | 3090 | 3023 |
| Para los censos de 1962 a 1999 la población legal corresponde a la población sin duplicidades (Fuente: INSEE [Consultar]) |     |     |     |      |      |      |      |     |     |     |      |     |     |     |     |     |     |     |     |     |     |     |     |     |     |     |     |      |      |      |      |      |      |      |